# Championnat du monde masculin de basket-ball 2010
Navigation
Édition précédente Édition suivante
Le championnat du monde FIBA 2010 se déroule en Turquie du 28 août au 12 septembre 2010 avec 24 nations participantes.
Il s'agit de la 16e édition du championnat du monde. Victorieuse en 2006 au Japon, l'Espagne y défend son titre.

## Organisation
La Turquie a obtenu l'organisation du 16e championnat du monde le 7 décembre 2004, à Kuala Lumpur, Malaisie, aux dépens de la France et d'un groupement de républiques de l'ex-Yougoslavie (Bosnie-Herzégovine, Croatie, Serbie-Monténégro et Slovénie).
Après avoir remporté le premier tour de scrutin, la France s'est inclinée 10 votes à 9 au second tour.
L'Australie, la Nouvelle-Zélande, l'Italie, la Russie et Porto Rico avaient retiré leur candidature avant le vote.
| Résultats du vote du 7 décembre 2004                        | Résultats du vote du 7 décembre 2004 | Résultats du vote du 7 décembre 2004 |
| Nations                                                     | Tour 1                               | Tour 2                               |
| ----------------------------------------------------------- | ------------------------------------ | ------------------------------------ |
| Turquie                                                     | 7                                    | 10                                   |
| France                                                      | 8                                    | 9                                    |
| Bosnie-Herzégovine / Croatie / Serbie-Monténégro / Slovénie | 4                                    | —                                    |

La mascotte du championnat du monde est un chat de style turc avec un œil vert, un œil bleu et une tête en forme de croissant qui rappelle le drapeau turc.
La FIBA y a interdit les vuvuzelas.

## Équipes qualifiées
| Groupe A  | Groupe B   | Groupe C      | Groupe D         |
| --------- | ---------- | ------------- | ---------------- |
| Argentine | États-Unis | Grèce         | Espagne          |
| Serbie    | Slovénie   | Turquie       | France           |
| Australie | Brésil     | Porto Rico    | Canada           |
| Allemagne | Croatie    | Russie        | Lituanie         |
| Angola    | Iran       | Chine         | Nouvelle-Zélande |
| Jordanie  | Tunisie    | Côte d'Ivoire | Liban            |

Places attribuées lors des Championnats continentaux :
- FIBA Europe - Espagne, Serbie, Grèce, Slovénie, France, Croatie
- FIBA Amériques - Brésil, Porto Rico, Argentine, Canada
- FIBA Afrique - Angola, Côte d'Ivoire, Tunisie
- FIBA Asie - Iran, Chine, Jordanie
- FIBA Océanie - Nouvelle-Zélande, Australie

Autres places :
- FIBA Europe - Turquie, Russie, Lituanie, Allemagne (la Turquie est le pays organisateur, les trois autres ont été invités par la FIBA[4])
- FIBA Amériques - États-Unis (vainqueur des Jeux olympiques de 2008)
- FIBA Asie - Liban (par invitation[4])

## Salles
La première phase se déroule à Istanbul, Ankara, Izmir et Kayseri (qui remplace Antalya initialement choisi), alors que la phase finale se dispute uniquement à Istanbul.
| Istanbul                            | Istanbul          | Ankara        | Kayseri               | İzmir                  |
| Sinan Erdem Dom                     | Abdi İpekçi Arena | Ankara Arena  | Kadir Has Spor Salonu | Halkapınar Spor Salonu |
| 15 500 places                       | 12 500 places     | 10 400 places | 7 200 places          | 10 000 places          |
| \| Istanbul Ankara Kayseri İzmir \| |                   |               |                       |                        |
| Istanbul Ankara Kayseri İzmir       |                   |               |                       |                        |

## Groupes préliminaires
- Match d’ouverture : 28 août 2010 à 16 h heure locale (l'heure locale = UTC+02:00 ; CEST = UTC+01:00 soit 3 heures de décalage).
- Les quatre premiers de chaque groupe sont qualifiés pour les huitièmes de finale. Les équipes à égalité de points (deux pour une victoire, un pour une défaite) se départagent par leur(s) match(s) particulier(s), puis par leur différence de points générale.

| Groupe A à Kayseri             |           |     |   |   |     |     |      |     |
|                                | Équipe    | Pts | G | P | PP  | PC  | Diff | Dép |
| 1                              | Serbie    | 9   | 4 | 1 | 465 | 356 | +109 | +2  |
| 2                              | Argentine | 9   | 4 | 1 | 413 | 379 | +34  | -2  |
| 3                              | Australie | 8   | 3 | 2 | 381 | 341 | +40  |     |
| 4                              | Angola    | 7   | 2 | 3 | 340 | 414 | -74  | +4  |
| 5                              | Allemagne | 7   | 2 | 3 | 378 | 402 | -24  | -4  |
| 6                              | Jordanie  | 5   | 0 | 5 | 361 | 446 | -85  |     |
| Argentine · Serbie · Australie |           |     |   |   |     |     |      |     |
| Allemagne · Angola · Jordanie  |           |     |   |   |     |     |      |     |

| 28 août       | Australie | 76 | 75  | Jordanie  | Stats |
| 28 août       | Angola    | 44 | 94  | Serbie    | Stats |
| 28 août       | Allemagne | 74 | 78  | Argentine | Stats |
| 29 août       | Jordanie  | 65 | 79  | Angola    | Stats |
| 29 août       | Serbie    | 81 | 82  | Allemagne | Stats |
| 29 août       | Argentine | 74 | 72  | Australie | Stats |
| 30 août       | Jordanie  | 69 | 112 | Serbie    | Stats |
| 30 août       | Australie | 78 | 43  | Allemagne | Stats |
| 30 août       | Angola    | 70 | 91  | Argentine | Stats |
| 1er septembre | Serbie    | 94 | 79  | Australie | Stats |
| 1er septembre | Allemagne | 88 | 92  | Angola    | Stats |
| 1er septembre | Argentine | 88 | 79  | Jordanie  | Stats |
| 2 septembre   | Angola    | 55 | 76  | Australie | Stats |
| 2 septembre   | Argentine | 82 | 84  | Serbie    | Stats |
| 2 septembre   | Allemagne | 91 | 73  | Jordanie  | Stats |

| Groupe B à Istanbul (Abdi İpekçi Arena) |            |     |   |   |     |     |      |     |
|                                         | Équipe     | Pts | G | P | PP  | PC  | Diff | Dép |
| 1                                       | États-Unis | 10  | 5 | 0 | 455 | 331 | +124 |     |
| 2                                       | Slovénie   | 9   | 4 | 1 | 393 | 376 | +17  |     |
| 3                                       | Brésil     | 8   | 3 | 2 | 398 | 354 | +44  |     |
| 4                                       | Croatie    | 7   | 2 | 3 | 395 | 407 | -12  |     |
| 5                                       | Iran       | 6   | 1 | 4 | 301 | 367 | -66  |     |
| 6                                       | Tunisie    | 5   | 0 | 5 | 300 | 407 | -107 |     |
| États-Unis · Slovénie · Brésil          |            |     |   |   |     |     |      |     |
| Croatie · Iran · Tunisie                |            |     |   |   |     |     |      |     |

| 28 août       | Tunisie    | 56  | 80 | Slovénie   | Stats |
| 28 août       | États-Unis | 106 | 78 | Croatie    | Stats |
| 28 août       | Iran       | 65  | 81 | Brésil     | Stats |
| 29 août       | Slovénie   | 77  | 99 | États-Unis | Stats |
| 29 août       | Croatie    | 75  | 54 | Iran       | Stats |
| 29 août       | Brésil     | 80  | 65 | Tunisie    | Stats |
| 30 août       | Slovénie   | 91  | 84 | Croatie    | Stats |
| 30 août       | Tunisie    | 58  | 71 | Iran       | Stats |
| 30 août       | États-Unis | 70  | 68 | Brésil     | Stats |
| 1er septembre | Croatie    | 84  | 64 | Tunisie    | Stats |
| 1er septembre | Iran       | 51  | 88 | États-Unis | Stats |
| 1er septembre | Brésil     | 77  | 80 | Slovénie   | Stats |
| 2 septembre   | États-Unis | 92  | 57 | Tunisie    | Stats |
| 2 septembre   | Slovénie   | 65  | 60 | Iran       | Stats |
| 2 septembre   | Brésil     | 92  | 74 | Croatie    | Stats |

| Groupe C à Ankara              |               |     |   |   |     |     |      |     |
|                                | Équipe        | Pts | G | P | PP  | PC  | Diff | Dép |
| 1                              | Turquie       | 10  | 5 | 0 | 393 | 285 | +108 |     |
| 2                              | Russie        | 9   | 4 | 1 | 365 | 346 | +19  |     |
| 3                              | Grèce         | 8   | 3 | 2 | 404 | 371 | +33  |     |
| 4                              | Chine         | 6   | 1 | 4 | 360 | 423 | -63  | +2  |
| 5                              | Porto Rico    | 6   | 1 | 4 | 386 | 401 | -15  | -1  |
| 6                              | Côte d'Ivoire | 6   | 1 | 4 | 334 | 417 | -83  | -1  |
| Grèce · Turquie · Porto Rico   |               |     |   |   |     |     |      |     |
| Russie · Chine · Côte d'Ivoire |               |     |   |   |     |     |      |     |

| 28 août       | Grèce         | 89 | 81 | Chine         | Stats |
| 28 août       | Russie        | 75 | 66 | Porto Rico    | Stats |
| 28 août       | Côte d'Ivoire | 47 | 86 | Turquie       | Stats |
| 29 août       | Chine         | 83 | 73 | Côte d'Ivoire | Stats |
| 29 août       | Porto Rico    | 80 | 83 | Grèce         | Stats |
| 29 août       | Turquie       | 65 | 56 | Russie        | Stats |
| 31 août       | Russie        | 72 | 66 | Côte d'Ivoire | Stats |
| 31 août       | Porto Rico    | 84 | 76 | Chine         | Stats |
| 31 août       | Grèce         | 65 | 76 | Turquie       | Stats |
| 1er septembre | Chine         | 80 | 89 | Russie        | Stats |
| 1er septembre | Côte d'Ivoire | 60 | 97 | Grèce         | Stats |
| 1er septembre | Turquie       | 79 | 77 | Porto Rico    | Stats |
| 2 septembre   | Porto Rico    | 79 | 88 | Côte d'Ivoire | Stats |
| 2 septembre   | Grèce         | 69 | 73 | Russie        | Stats |
| 2 septembre   | Turquie       | 87 | 40 | Chine         | Stats |

| Groupe D à İzmir                    |                  |     |   |   |     |     |      |     |
|                                     | Équipe           | Pts | G | P | PP  | PC  | Diff | Dép |
| 1                                   | Lituanie         | 10  | 5 | 0 | 391 | 341 | +50  |     |
| 2                                   | Espagne          | 8   | 3 | 2 | 420 | 356 | +64  | +11 |
| 3                                   | Nouvelle-Zélande | 8   | 3 | 2 | 424 | 400 | +24  | -5  |
| 4                                   | France           | 8   | 3 | 2 | 351 | 339 | +12  | -6  |
| 5                                   | Liban            | 6   | 1 | 4 | 339 | 440 | -101 |     |
| 6                                   | Canada           | 5   | 0 | 5 | 330 | 379 | -49  |     |
| Espagne · France · Canada           |                  |     |   |   |     |     |      |     |
| Lituanie · Nouvelle-Zélande · Liban |                  |     |   |   |     |     |      |     |

| 28 août       | Nouvelle-Zélande | 79  | 92 | Lituanie         | Stats |
| 28 août       | Canada           | 71  | 81 | Liban            | Stats |
| 28 août       | France           | 72  | 66 | Espagne          | Stats |
| 29 août       | Lituanie         | 70  | 68 | Canada           | Stats |
| 29 août       | Liban            | 59  | 86 | France           | Stats |
| 29 août       | Espagne          | 101 | 84 | Nouvelle-Zélande | Stats |
| 31 août       | Nouvelle-Zélande | 108 | 76 | Liban            | Stats |
| 31 août       | France           | 68  | 63 | Canada           | Stats |
| 31 août       | Espagne          | 73  | 76 | Lituanie         | Stats |
| 1er septembre | Canada           | 61  | 71 | Nouvelle-Zélande | Stats |
| 1er septembre | Liban            | 57  | 91 | Espagne          | Stats |
| 1er septembre | Lituanie         | 69  | 55 | France           | Stats |
| 2 septembre   | Espagne          | 89  | 67 | Canada           | Stats |
| 2 septembre   | Liban            | 66  | 84 | Lituanie         | Stats |
| 2 septembre   | Nouvelle-Zélande | 82  | 70 | France           | Stats |

Légende : Pts : nombre de points (la victoire vaut 2 points, la défaite 1), G : nombre de matches gagnés, P : nombre de matches perdus, PP : nombre de points marqués, PC : nombre de points encaissés, Diff. : différence de points, Dép départage particulier en cas d'égalité, en vert et gras les équipes qualifiées, en italique celles éliminées.

## Statistiques
L'Argentin Luis Scola termine avec le titre de meilleur marqueur de la compétition. Il devance le Néo-Zélandais Kirk Penney et l'Américain Kevin Durant. À l'issue du premier tour, les deux premiers rangs du classement étaient identiques, Luis Scola présentant une moyenne de 29 points pour 25,4 pour le Néo-Zélandais. Kevin Durant réalise la meilleure performance individuelle avec 38 points marqués, 9 sur 13 à deux points, 5 sur 12 à trois points et 5 sur 5 aux lancers face à la Lituanie en demi-finale. Kirk Penney et Luis Scola réalisent ensuite 37 points, respectivement contre la Lituanie lors de la première rencontre du premier tour et le Brésil en huitièmes de finale.
Au classement des rebonds, c'est le Chinois Yi Jianlian qui termine en tête du classement avec une moyenne de 10,2 prises par rencontres. La meilleure performance sur une rencontre est de 14 rebonds, total réalisé par quatre joueurs : l'Angolais Joaquim Gomes lors d'une victoire face à l'Allemagne, du Russe Sasha Kaun contre la Chine, de l'Iranien Arsalan Kazemi contre la Slovénie, et du Chinois Yi Jianlian contre la Grèce.
Le meneur du classement des contres est le joueur de Côte d'Ivoire Mamadou Lamizana avec 3,2 contres par rencontres. Celui-ci réalise à deux reprises la meilleure performance individuelle avec cinq contres, total qui est également réalisé par l'Iranien Hamed Haddadi, et le Tunisien Salah Mejri.
L'Argentin Pablo Prigioni termine au premier rang du classement des passes décisives avec une moyenne de 6,4 passes par rencontres. Il devance le Brésilien Marcelo Huertas, 5,8 passes, et le Serbe Miloš Teodosić qui réalise une moyenne 5,6. Trois joueurs détiennent la meilleure performance individuelle sur une rencontre avec 11 passes : le Russe Anton Ponkrachov, l'Espagnol Ricky Rubio et Miloš Teodosić.
Le classement des interceptions est remporté par l'Iranien Arsalan Kazemi avec une moyenne de 2,8 interceptions par rencontres. C'est le Turc Sinan Güler qui réalise la meilleure performance individuelle avec 8 interceptions contre la Chine.

## Tableau final
Toutes les rencontres se déroulent à Istanbul au Sinan Erdem Dom.
Phase finale
|  | Huitièmes de finale du 4 au 7 septembre 2010 | Huitièmes de finale du 4 au 7 septembre 2010 |            |                                          | Quarts de finale 8 et 9 septembre 2010   | Quarts de finale 8 et 9 septembre 2010 |    |  | Demi-finales 11 septembre 2010 | Demi-finales 11 septembre 2010 |  |  | Finale 12 septembre 2010 | Finale 12 septembre 2010 |
|  | Huitièmes de finale du 4 au 7 septembre 2010 | Huitièmes de finale du 4 au 7 septembre 2010 |            |                                          | Quarts de finale 8 et 9 septembre 2010   | Quarts de finale 8 et 9 septembre 2010 |    |  | Demi-finales 11 septembre 2010 | Demi-finales 11 septembre 2010 |  |  | Finale 12 septembre 2010 | Finale 12 septembre 2010 |
|  |                                              |                                              |            |                                          |                                          |                                        |    |  |                                |                                |  |  |                          |                          |
|  | 4 septembre                                  | 4 septembre                                  |            |                                          | 8 septembre                              | 8 septembre                            |    |  | 11 septembre                   | 11 septembre                   |  |  | 12 septembre             | 12 septembre             |
|  | 4 septembre                                  | 4 septembre                                  |            |                                          | 8 septembre                              | 8 septembre                            |    |  | 11 septembre                   | 11 septembre                   |  |  | 12 septembre             | 12 septembre             |
|  | Serbie                                       | 73                                           |            |                                          | 8 septembre                              | 8 septembre                            |    |  | 11 septembre                   | 11 septembre                   |  |  | 12 septembre             | 12 septembre             |
|  | Serbie                                       | 73                                           |            |                                          | 8 septembre                              | 8 septembre                            |    |  | 11 septembre                   | 11 septembre                   |  |  | 12 septembre             | 12 septembre             |
|  | Croatie                                      | 72                                           |            |                                          | 8 septembre                              | 8 septembre                            |    |  | 11 septembre                   | 11 septembre                   |  |  | 12 septembre             | 12 septembre             |
|  | Croatie                                      | 72                                           | Serbie     | 92                                       |                                          |                                        |    |  | 11 septembre                   | 11 septembre                   |  |  | 12 septembre             | 12 septembre             |
|  | 4 septembre                                  |                                              | Serbie     | 92                                       |                                          |                                        |    |  | 11 septembre                   | 11 septembre                   |  |  | 12 septembre             | 12 septembre             |
|  |                                              | Espagne                                      | 89         |                                          |                                          |                                        |    |  | 11 septembre                   | 11 septembre                   |  |  | 12 septembre             | 12 septembre             |
|  | Espagne                                      | Espagne                                      | 89         | 80                                       |                                          |                                        |    |  | 11 septembre                   | 11 septembre                   |  |  | 12 septembre             | 12 septembre             |
|  | Espagne                                      | 8 septembre                                  |            | 80                                       |                                          |                                        |    |  | 11 septembre                   | 11 septembre                   |  |  | 12 septembre             | 12 septembre             |
|  | Grèce                                        | 72                                           |            |                                          |                                          |                                        |    |  | 11 septembre                   | 11 septembre                   |  |  | 12 septembre             | 12 septembre             |
|  | Grèce                                        | 72                                           | Serbie     | 82                                       |                                          |                                        |    |  |                                |                                |  |  | 12 septembre             | 12 septembre             |
|  | 5 septembre                                  |                                              | Serbie     | 82                                       |                                          |                                        |    |  |                                |                                |  |  | 12 septembre             | 12 septembre             |
|  |                                              | Turquie                                      | 83         |                                          |                                          |                                        |    |  |                                |                                |  |  | 12 septembre             | 12 septembre             |
|  | Turquie                                      | Turquie                                      | 83         | 95                                       |                                          |                                        |    |  |                                |                                |  |  | 12 septembre             | 12 septembre             |
|  | Turquie                                      | 11 septembre                                 |            | 95                                       |                                          |                                        |    |  |                                |                                |  |  | 12 septembre             | 12 septembre             |
|  | France                                       | 77                                           |            |                                          |                                          |                                        |    |  |                                |                                |  |  | 12 septembre             | 12 septembre             |
|  | France                                       | 77                                           | Turquie    | 95                                       |                                          |                                        |    |  |                                |                                |  |  | 12 septembre             | 12 septembre             |
|  | 5 septembre                                  |                                              | Turquie    | 95                                       |                                          |                                        |    |  |                                |                                |  |  | 12 septembre             | 12 septembre             |
|  |                                              | Slovénie                                     | 68         |                                          |                                          |                                        |    |  |                                |                                |  |  | 12 septembre             | 12 septembre             |
|  | Slovénie                                     | Slovénie                                     | 68         | 87                                       |                                          |                                        |    |  |                                |                                |  |  | 12 septembre             | 12 septembre             |
|  | Slovénie                                     | 9 septembre                                  |            | 87                                       |                                          |                                        |    |  |                                |                                |  |  | 12 septembre             | 12 septembre             |
|  | Australie                                    | 58                                           |            |                                          |                                          |                                        |    |  |                                |                                |  |  | 12 septembre             | 12 septembre             |
|  | Australie                                    | 58                                           | Turquie    | 64                                       |                                          |                                        |    |  |                                |                                |  |  |                          |                          |
|  | 6 septembre                                  |                                              | Turquie    | 64                                       |                                          |                                        |    |  |                                |                                |  |  |                          |                          |
|  |                                              | États-Unis                                   | 81         |                                          |                                          |                                        |    |  |                                |                                |  |  |                          |                          |
|  | États-Unis                                   | États-Unis                                   | 81         | 121                                      |                                          |                                        |    |  |                                |                                |  |  |                          |                          |
|  | États-Unis                                   |                                              |            | 121                                      |                                          |                                        |    |  |                                |                                |  |  |                          |                          |
|  | Angola                                       | 66                                           |            |                                          |                                          |                                        |    |  |                                |                                |  |  |                          |                          |
|  | Angola                                       | 66                                           | États-Unis | 89                                       |                                          |                                        |    |  |                                |                                |  |  |                          |                          |
|  | 6 septembre                                  |                                              | États-Unis | 89                                       |                                          |                                        |    |  |                                |                                |  |  |                          |                          |
|  |                                              | Russie                                       | 79         |                                          |                                          |                                        |    |  |                                |                                |  |  |                          |                          |
|  | Russie                                       | Russie                                       | 79         | 78                                       |                                          |                                        |    |  |                                |                                |  |  |                          |                          |
|  | Russie                                       | 9 septembre                                  |            | 78                                       |                                          |                                        |    |  |                                |                                |  |  |                          |                          |
|  | Nouvelle-Zélande                             | 56                                           |            |                                          |                                          |                                        |    |  |                                |                                |  |  |                          |                          |
|  | Nouvelle-Zélande                             | 56                                           | États-Unis | 89                                       |                                          |                                        |    |  |                                |                                |  |  |                          |                          |
|  | 7 septembre                                  |                                              | États-Unis | 89                                       |                                          |                                        |    |  |                                |                                |  |  |                          |                          |
|  |                                              | Lituanie                                     | 74         |                                          |                                          |                                        |    |  |                                |                                |  |  |                          |                          |
|  | Lituanie                                     | Lituanie                                     | 74         | 78                                       |                                          |                                        |    |  |                                |                                |  |  |                          |                          |
|  | Lituanie                                     |                                              |            | 78                                       |                                          |                                        |    |  |                                |                                |  |  |                          |                          |
|  | Chine                                        | 67                                           |            | Match pour la 3e place 12 septembre 2010 | Match pour la 3e place 12 septembre 2010 |                                        |    |  |                                |                                |  |  |                          |                          |
|  | Chine                                        | 67                                           | Lituanie   | Match pour la 3e place 12 septembre 2010 | Match pour la 3e place 12 septembre 2010 | 104                                    |    |  |                                |                                |  |  |                          |                          |
|  | 7 septembre                                  | 7 septembre                                  | Lituanie   | 12 septembre                             | 12 septembre                             | 104                                    |    |  |                                |                                |  |  |                          |                          |
|  | 7 septembre                                  | 7 septembre                                  |            | 12 septembre                             | 12 septembre                             | Argentine                              | 85 |  |                                |                                |  |  |                          |                          |
|  | Argentine                                    | 93                                           | Serbie     | 88                                       |                                          | Argentine                              | 85 |  |                                |                                |  |  |                          |                          |
|  | Argentine                                    | 93                                           | Serbie     | 88                                       |                                          |                                        |    |  |                                |                                |  |  |                          |                          |
|  | Brésil                                       | 89                                           |            | Lituanie                                 | 99                                       |                                        |    |  |                                |                                |  |  |                          |                          |
|  | Brésil                                       | 89                                           |            | Lituanie                                 | 99                                       |                                        |    |  |                                |                                |  |  |                          |                          |

Classement 5 à 8
|  | Tour de classement 10 septembre 2010 | Tour de classement 10 septembre 2010 |                                          |    | Match pour la 5e place 12 septembre 2010 | Match pour la 5e place 12 septembre 2010 |
|  | Tour de classement 10 septembre 2010 | Tour de classement 10 septembre 2010 |                                          |    | Match pour la 5e place 12 septembre 2010 | Match pour la 5e place 12 septembre 2010 |
|  |                                      |                                      |                                          |    |                                          |                                          |
|  | 10 septembre                         | 10 septembre                         |                                          |    | 12 septembre                             | 12 septembre                             |
|  | 10 septembre                         | 10 septembre                         |                                          |    | 12 septembre                             | 12 septembre                             |
|  | Espagne                              | 97                                   |                                          |    | 12 septembre                             | 12 septembre                             |
|  | Espagne                              | 97                                   |                                          |    | 12 septembre                             | 12 septembre                             |
|  | Slovénie                             | 80                                   |                                          |    | 12 septembre                             | 12 septembre                             |
|  | Slovénie                             | 80                                   | Espagne                                  | 81 |                                          |                                          |
|  | 10 septembre                         |                                      | Espagne                                  | 81 |                                          |                                          |
|  |                                      | Argentine                            | 86                                       |    |                                          |                                          |
|  | Russie                               | Argentine                            | 86                                       | 61 |                                          |                                          |
|  | Russie                               |                                      |                                          | 61 |                                          |                                          |
|  | Argentine                            | 73                                   |                                          |    |                                          |                                          |
|  | Argentine                            | 73                                   | Match pour la 7e place 11 septembre 2010 |    |                                          |                                          |
|  |                                      |                                      |                                          |    |                                          |                                          |
|  | 12 septembre                         |                                      |                                          |    |                                          |                                          |
|  |                                      |                                      |                                          |    |                                          |                                          |
|  | Slovénie                             | 78                                   |                                          |    |                                          |                                          |
|  | Slovénie                             | 78                                   |                                          |    |                                          |                                          |
|  | Russie                               | 83                                   |                                          |    |                                          |                                          |
|  | Russie                               | 83                                   |                                          |    |                                          |                                          |

## Classement final
| Place                          | Équipe           | Vict.-Déf. | Point average |
| Vainqueur                      | Vainqueur        | Vainqueur  | Vainqueur     |
| ------------------------------ | ---------------- | ---------- | ------------- |
| 1                              | États-Unis       | 9-0        | -             |
| Éliminée(s) en finale          |                  |            |               |
| 2                              | Turquie          | 8-1        | -             |
| Éliminée(s) en ½ finale        |                  |            |               |
| 3                              | Lituanie         | 8-1        | -             |
| 4                              | Serbie           | 6-3        | -             |
| Éliminée(s) en ¼ de finale     |                  |            |               |
| 5                              | Argentine        | 7-2        | -             |
| 6                              | Espagne          | 5-4        | -             |
| 7                              | Russie           | 6-3        | -             |
| 8                              | Slovénie         | 5-4        | -             |
| Éliminée(s) en 8e de finale    |                  |            |               |
| 9                              | Brésil           | 3 - 3      | 1,089         |
| 10                             | Grèce            | 3 - 3      | 1,055         |
| 11                             | Australie        | 3 - 3      | 1,025         |
| 12                             | Nouvelle-Zélande | 3 - 3      | 1,004         |
| 13                             | France           | 3 - 3      | 0,986         |
| 14                             | Croatie          | 2 - 4      | 0,973         |
| 15                             | Angola           | 2 - 4      | 0,773         |
| 16                             | Chine            | 1 - 5      | 0,852         |
| Éliminée(s) en phase de poules |                  |            |               |
| 17                             | Allemagne        | 2 - 3      | 0,940         |
| 18                             | Porto Rico       | 1 - 4      | 0,963         |
| 19                             | Iran             | 1 - 4      | 0,820         |
| 20                             | Côte d'Ivoire    | 1 - 4      | 0,801         |
| 21                             | Liban            | 1 - 4      | 0,770         |
| 22                             | Canada           | 0 - 5      | 0,871         |
| 23                             | Jordanie         | 0 - 5      | 0,810         |
| 24                             | Tunisie          | 0 - 5      | 0,725         |